# 1963
1963 (MCMLXIII) byl rok, který dle gregoriánského kalendáře započal úterým.

## Události

### Československo
- 3.–4. dubna – Na jednání ÚV KSČ byla přednesena zpráva O porušování stranických zásad a socialistické zákonnosti v období kultu osobnosti, která prokazovala nevinu obětí vykonstruovaných politických procesů z 50. let, a která obviňovala některé tehdejší vysoké stranické funkcionáře z odpovědnosti na těchto procesech. I přes odpor konzervativní části ÚV KSČ došlo k některým personálním změnám ve straně. Odvolán byl např. Karol Bacílek, nebo Bruno Köhler.
- 29.–30. května – V Praze se konalo plenární zasedání ÚV KSČ, na němž bylo v reakci na značné ekonomické problémy státu přijato využití některých zásad tržního mechanismu a zbožních vztahů v socialistické ekonomice. Zásady vycházely z myšlenek ekonoma Oty Šika.
- 14. srpna – na sedmidenní návštěvu ČSSR přicestovala ze SSSR první kosmonautka Valentina Těreškovová.
- 22. srpna – Rudé právo informovalo o výsledcích revize politických procesů, která byla provedena v roce 1962. Revize vedla k plnému odvolání těchto procesů a k rehabilitaci 481 nevinně odsouzených osob, vč. Rudolfa Slánského, popraveného v roce 1952.[1]
- 19. září – Z funkce předsedy vlády byl odvolán Viliam Široký. Na jeho místo byl dosazen Jozef Lenárt.
- 10. října – Československo ratifikovalo smlouvu o zákazu jaderných pokusů.
- 25. října – V železniční stanici Křimice na trati Plzeň–Cheb smetl rychlík projíždějící stanicí v 7:39 pracovní četu dělníků podbíjejících pražce. 4 osoby zahynuly na místě, jedna těsně po převozu do nemocnice.
- 27. října – V železniční stanici Brno hlavní nádraží došlo ke kurióznímu vykolejení vagónů a jejich vyjetí z nádraží až na dnešní Nádražní ulici.[2]
- 23. listopadu – Antonín Novotný zaslal novému prezidentovi USA Lyndonu Johnsonovi a vdově Jacqueline Kennedyové soustrastný telegram k zavraždění Johna Fitzgeralda Kennedyho dne 22. listopadu v Dallasu.
- 10. prosince – V Brně provedl prof. Josef Navrátil poprvé v Československu náhradu poškozené srdeční chlopně chlopenní protézou.

### Svět
- 1. března – Vstoupila v platnost mezinárodní úmluva o spolupráci při zajišťování bezpečnosti letového provozu.
- 11. dubna – Papež Jan XXIII. vydal encykliku Pacem in terris (Mír na zemi).
- 25. května – Vznikla Organizace africké jednoty.
- 16. června – Do vesmíru se podívala první žena světa Valentina Těreškovová, vyslána SSSR.
- 26. června – projev J. F. Kennedyho v Západním Berlíně Ich bin ein Berliner
- 5. srpna – Moskevská dohoda o omezení zkoušek jaderných zbraní; reakce na kubánskou krizi
- 30. srpna – horká linka Moskva–Washington – zřízení spojení pro prevenci eskalace studené války do jaderného konfliktu
- 9. září – Joe Valachi ve svém svědectví před americkým kongresem popsal strukturu mafie.
- 9. října – katastrofa přehrady Vajont.
- 22. listopadu – Byl spáchán atentát na prezidenta USA Johna Kennedyho.
- 23. listopadu – První epizoda jednoho z nejstarších (stále natáčených) seriálů Doctor Who.
- Novým papežem se stal Pavel VI.
- Založena rakouská zbrojovka Glock.
- Uspořádáno první mistrovství světa v moderní gymnastice.
- Nejlepším fotbalistou Evropy byl vyhlášen ruský brankař Lev Jašin.

## Vědy a umění
- 11. listopadu – Premiéra hry Jiřího Štaidla a Karla Mareše Ondráš podotýká v divadle Semafor. Představení kombinovalo skladby kapely Olympic a mluvené slovo.
- 19. listopadu – První úspěšnou implantaci umělé srdeční chlopně v Československu provedli brněnští chirurgové. Použili chlopeň navrženou a vyrobenou v Brně
- 22. listopadu – The Beatles vydali své druhé album With the Beatles.
- 23. listopadu – BBC odvysílala první epizodu britského sci-fi seriálu Doctor Who, který je dnes nejdéle běžícím sci-fi seriálem na světě.
- Douglas Engelbart vynalezl ve Stanfordském výzkumném institutu počítačovou myš.
- Americký meteorolog Edward Lorenz zavedl (deterministický) chaos jako matematický pojem.
- Američan Maarten Schmidt při měření červeného posunu objektu 3C 273 objevil první známý kvasar.

## Nobelova cena
- Nobelova cena za fyziku – Eugene Paul Wigner, Maria Göppertová-Mayerová, J. Hans D. Jensen
- Nobelova cena za chemii – Karl Ziegler, Giulio Natta
- Nobelova cena za fyziologii a lékařství – John Carew Eccles, Alan Lloyd Hodgkin, Andrew Fielding Huxley
- Nobelova cena za literaturu – Giorgos Seferis
- Nobelova cena za mír – Mezinárodní výbor Červeného kříže (Comité international de la Croix Rouge), Liga společností Červeného kříže (Ligue des Sociétés de la Croix-Rouge)

## Narození

### Česko

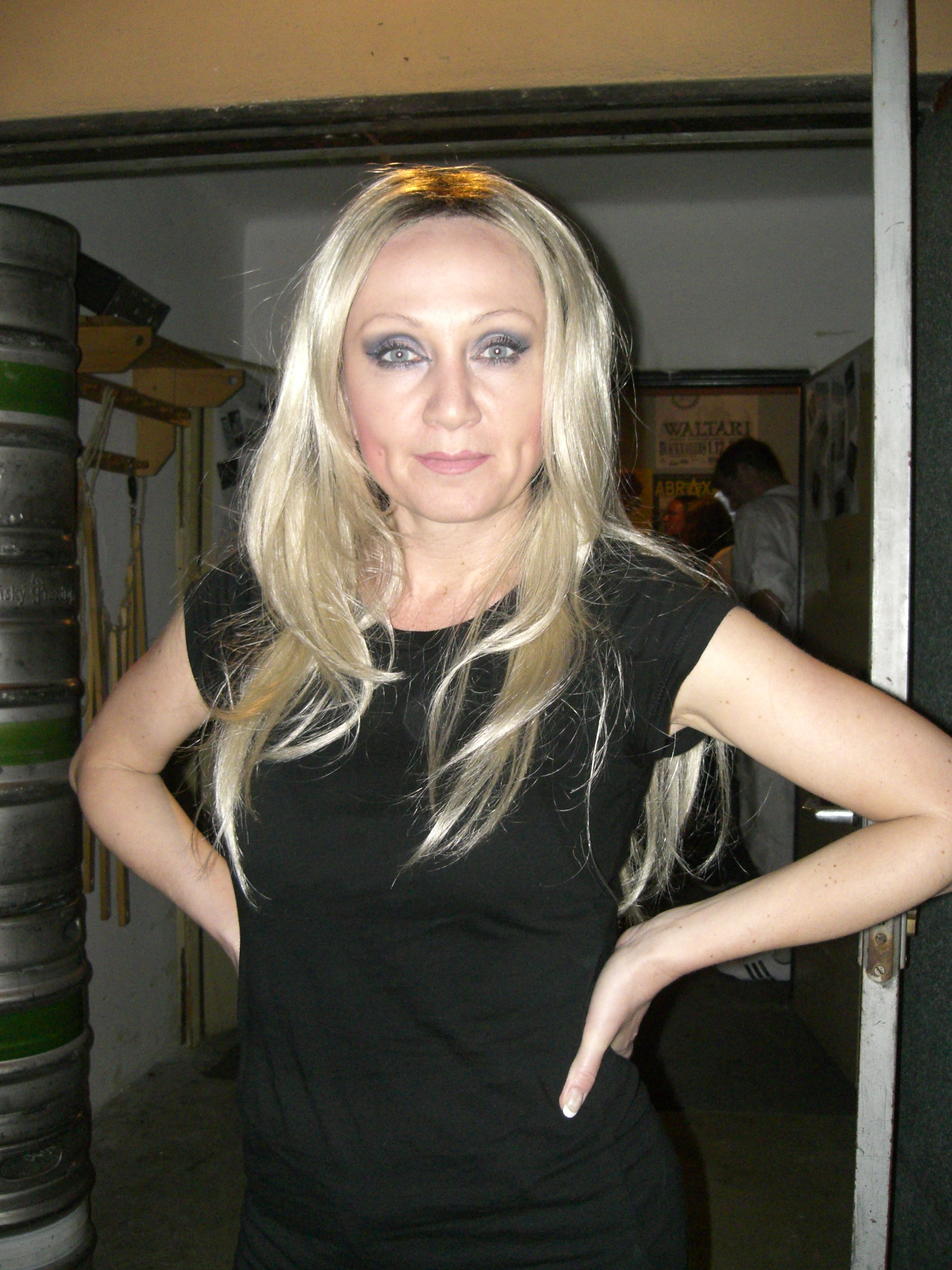
Bára Basiková (* 17. února)

- 2. ledna – Michaela Linková, zpěvačka, moderátorka a spisovatelka
- 10. února – Antonín Stavjaňa, hokejista a trenér
- 14. února – David Matásek, český herec a hudebník
- 15. února – Iva Pekárková, spisovatelka
- 17. února – Bára Basiková, zpěvačka
- 1. března – Hana Heřmánková, moderátorka
- 26. března – Vilma Cibulková, herečka
- 20. dubna – Milan Volf, politik, primátor Kladna
- 22. května – Miroslav Hanuš, český herec
- 2. června – Ivana Grollová, česká mongolistka a diplomatka
- 6. června – Vladimír Růžička, hokejový hráč a trenér
- 10. června – René Novotný, krasobruslař
- 18. června – Jiří Kalčík, český fyzik
- 26. června – Ivan Vodochodský, kuchař, herec a moderátor
- 18. července – Pavel Bém, lékař a politik
- 19. července – Šimon Caban, scénograf, choreograf, fotograf a režisér
- 10. srpna – Karel Kula, fotbalista
- 19. srpna – Dan Jiránek, český politik, primátor Kladna
- 6. září – Ivan Hašek, fotbalista
- 15. září – Jiří Chmelař, výtvarník
- 16. září – Renata Drössler, česká šansoniérka a herečka polského původu
- 22. září – Jiří Doležal, hokejista
- 27. září – Ivana Chýlková, herečka
- 28. září – Jiří Podolský, teoretický fyzik
- 29. září – Jaroslav Mostecký, spisovatel
- 12. října – Karel Voříšek, moderátor
- 22. října – Jiří Bartl, fotbalista
- 24. října – Pavlína Danková, moderátorka a dramaturgyně
- 24. listopadu
  - Magdalena Reifová, herečka, zpěvačka a moderátorka
- 30. prosince
  - Milan Šrejber, tenista
  - Lenka Teremová, psycholožka

### Svět

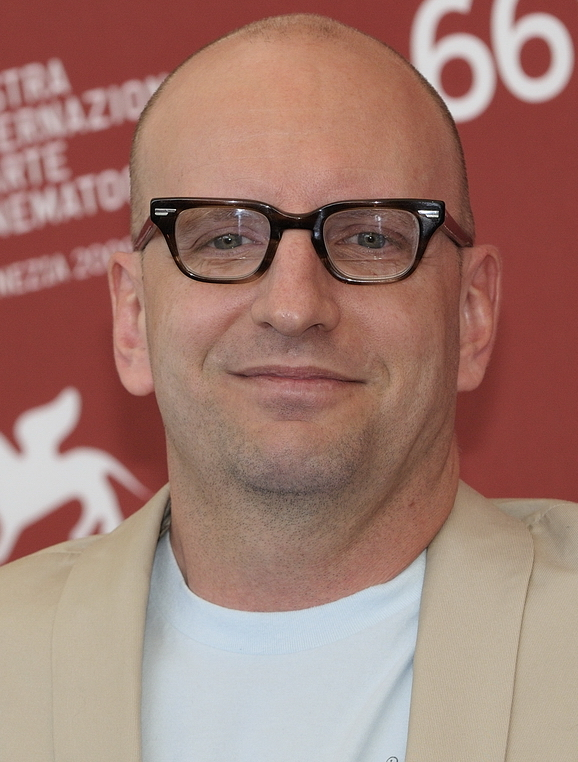
Steven Soderbergh (* 14. ledna)

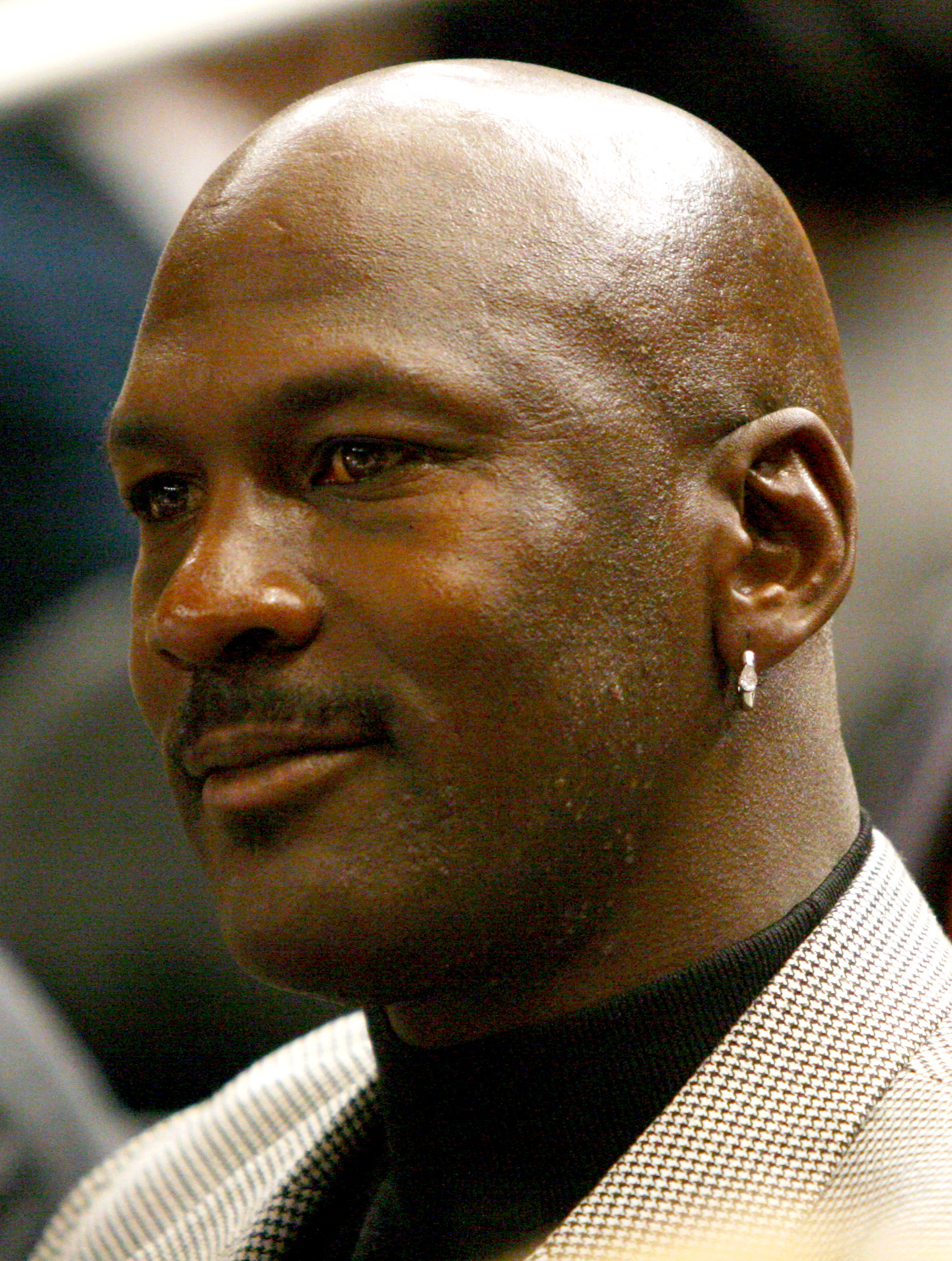
Michael Jordan (*17. února)

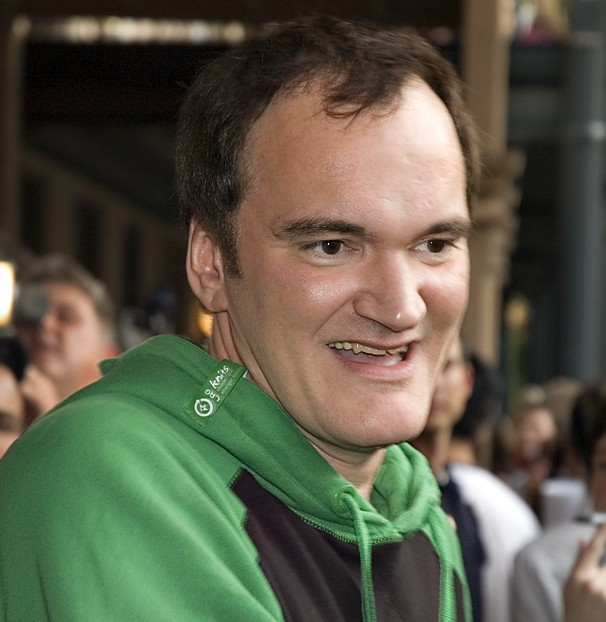
Quentin Tarantino (* 27. března)

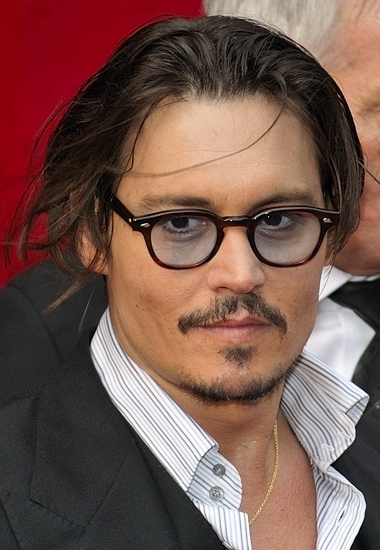
Johnny Depp (* 9. června)

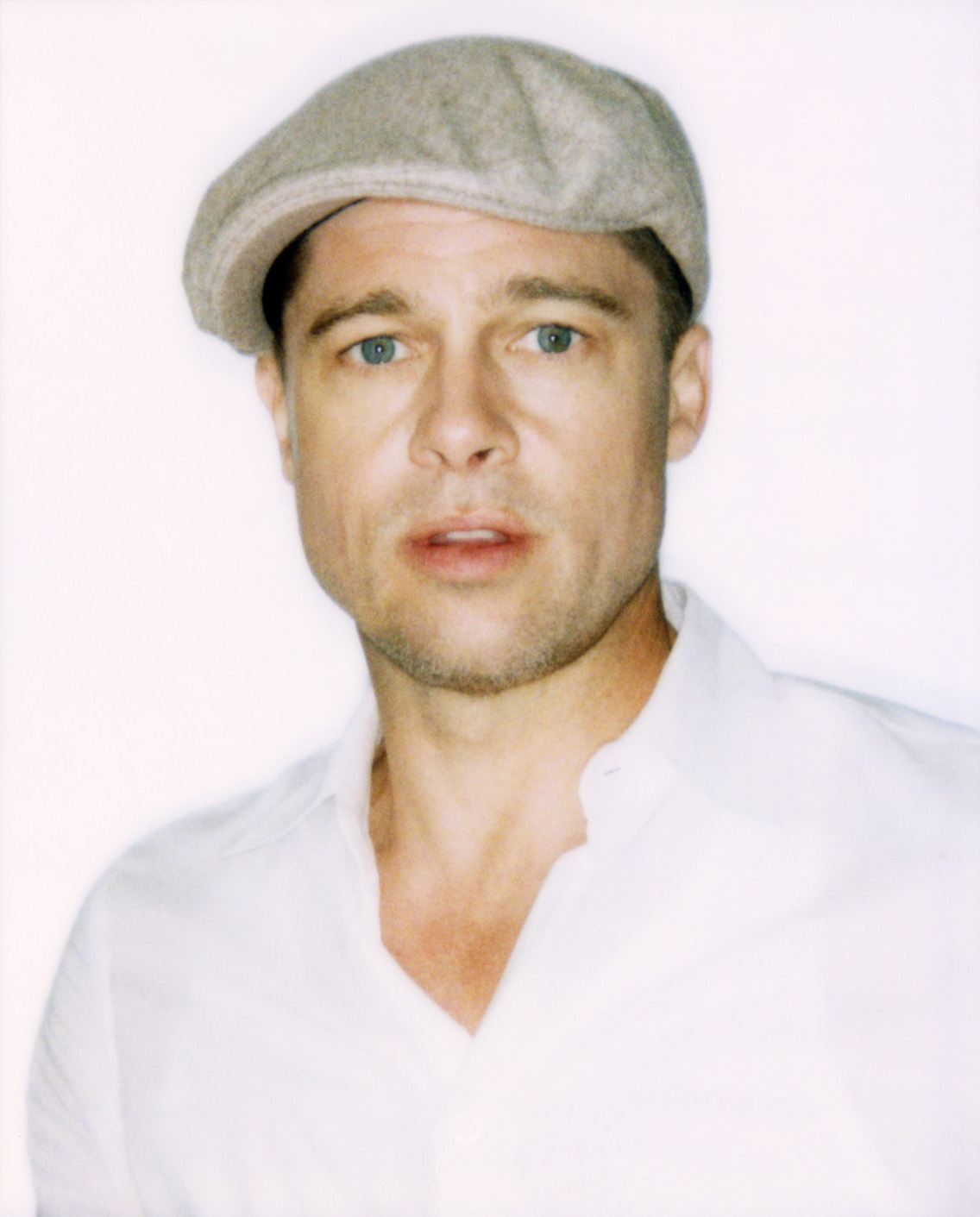
Brad Pitt (* 18. prosince)

1. ledna – Milan Luhový, slovenský fotbalista a československý reprezentant
- 4. ledna
  - Till Lindemann, německý hudebník a zpěvák
  - May-Britt Moserová, norská neurovědkyně a psycholožka, nositelka Nobelovy ceny za fyziologii a lékařství
- 14. ledna – Steven Soderbergh, americký režisér

- 17. ledna – Kai Hansen, německý metalový kytarista a zpěvák. (Helloween, Blind Guardian, Avantasia)
- 19. ledna – John Bercow, britský politik, bývalý předseda dolní sněmovny parlamentu
- 24. ledna – Pavol Jablonický, slovenský a český kulturista, první profesionální kulturista v Československu
- 26. ledna – José Mourinho, portugalský fotbalový trenér
- 30. ledna – Thomas Brezina, rakouský spisovatel
- 9. února – Brian Greene, americký fyzik
- 12. února – Igor Stělnov, ruský hokejista († 24. březen 2009)
- 17. února – Michael Jordan, americký basketbalista
- 20. února – Charles Barkley, americký basketbalista
- 24. února – Carlos Hüttich, mexický judista
- 12. března – Farahnaz Pahlaví, íránská princezna
- 20. března – Nicholas Royle, anglický spisovatel
- 21. března – Ronald Koeman, nizozemský fotbalista a trenér
- 27. března
  - Quentin Tarantino, americký herec, režisér, scenárista a producent
  - Xuxa, brazilská herečka a zpěvačka
- 9. dubna – Timothy Kopra, americký astronaut
- 13. dubna – Garri Kasparov, mistr světa v šachu
- 14. dubna – Hugo Conte, argentinský volejbalista
- 26. dubna – Jet Li, čínský herec a mistr bojových umění
- 11. května – Natasha Richardsonová, anglická herečka († 18. březen 2009)
- 13. května – Andrea Leadsomová, britská politička
- 14. května – Beáta Dubasová, slovenská zpěvačka
- 25. května – Mike Myers, britský herec a komik
- 31. května – Viktor Orbán, maďarský politik a premiér
- 4. června – Sean Fitzpatrick, novozélandský ragbista
- 9. června – Johnny Depp americký herec
- 15. června – Helen Huntová, americká filmová a televizní herečka
- 19. června – Rory Underwood, anglický ragbista
- 25. června – George Michael, britský zpěvák († 2016)
- 3. července – Tracey Eminová, britská umělkyně
- 8. července – Robert Ctvrtlik, americký volejbalista
- 11. července – Al MacInnis, kanadský lední hokejista
- 23. července – Amir Gutfreund, izraelský spisovatel († 27. listopadu 2015)
- 27. července – Donnie Yen, čínský herec
- 30. července – Lisa Kudrow, americká herečka
- 1. srpna – Coolio, americký rapper († 28. září 2022)
- 3. srpna – James Hetfield, americký kytarista a zpěvák, zakládající člen skupiny Metallica
- 9. srpna – Whitney Houston, americká zpěvačka († 11. února 2012)
- 15. srpna – Valerij Levoněvskij, běloruský politický a veřejný činitel, podnikatel, bývalý politický vězeň
- 22. srpna – Tori Amos, americká zpěvačka
- 9. září
  - Roberto Donadoni, italský fotbalista a trenér
  - Markus Wasmeier, německý lyžař
- 14. září – Jaromír Dragan, slovenský hokejový brankář
- 19. září – David Seaman, anglický fotbalista
- 24. září – Yvetta Blanarovičová, československá herečka a zpěvačka
- 28. září – Susan Walters, americká herečka
- 2. října – Maria Ressaová, filipínsko-americká novinářka, nositelka Nobelovy ceny
- 6. října – Elisabeth Shue, americká herečka
- 25. října – Michael Lynagh, australský ragbista
- 28. října – Eros Ramazzotti, italský zpěvák a hudební skladatel
- 31. října – Dermot Mulroney, americký herec
- 1. listopadu – Mark Hughes, velšský fotbalista
- 5. listopadu – Tatum O'Nealová, americká herečka
- 10. listopadu – Mike Powell, atlet USA
- 18. listopadu – Joost Zwagerman, nizozemský spisovatel († 8. září 2015)
- 20. listopadu – William Timothy Gowers, anglický matematik
- 30. listopadu – David Yates, britský režisér
- 4. prosince
  - Sergej Bubka, ukrajinský atlet
  - Jozef Sabovčík, slovenský krasobruslař
- 11. prosince – Claudia Kohdeová-Kilschová, německá tenistka
- 18. prosince
  - Pierre Nkurunziza, burundský politik a prezident
  - Brad Pitt, americký herec
- 19. prosince – Jennifer Bealsová, americká herečka a modelka
- 20. prosince – Infantka Elena, dcera bývalého španělského krále Juana Carlose I.
- 22. prosince – Giuseppe Bergomi, italský fotbalista
- 27. prosince – Gaspar Noé, francouzský režisér
- 31. prosince – Scott Ian, americký hudebník a skladatel

## Úmrtí

### Česko

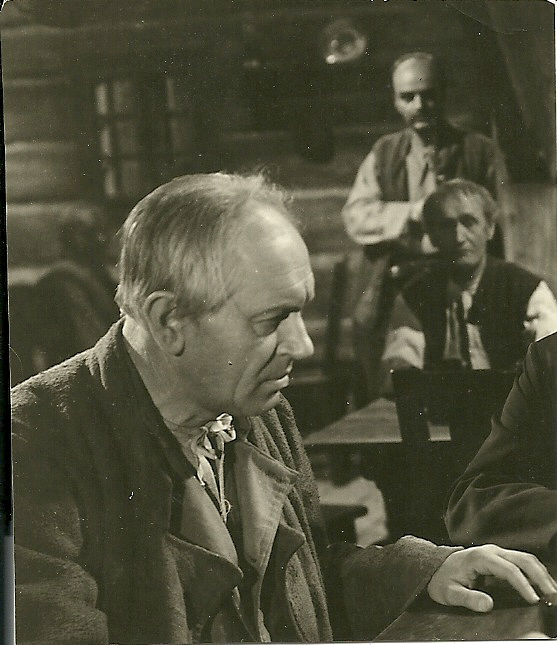
Jaroslav Průcha († 25. dubna)

- 3. ledna – Jaroslav Mácha, lékař ftizeolog, dirigent a hudební skladatel (* 14. listopadu 1873)
- 10. ledna – Franz Planer, americký filmový kameraman českého původu (* 29. března 1894)
- 15. ledna – František Kerhart, architekt (* 12. května 1897)
- 17. ledna – Miroslav Plesinger-Božinov, český legionář a diplomat (* 8. června 1893)
- 18. ledna – František Černý, herec, filmový zvukař a architekt (* 2. července 1904)
- 13. února
  - Noemi Jirečková, česká klavíristka (* 29. července 1874)
  - Vilém Rittershain, filmový architekt (* 6. duben 1889)
- 20. února – Karl Stellwag, československý agronom, archeolog a politik německé národnosti (* 22. dubna 1873)
- 2. března – Karel Řepa, český architekt (* 23. října 1895)
- 13. března
  - Jan Bartejs, voják a velitel výsadku Potash (* 24. listopadu 1912)
  - Marie Desfours-Walderode, česká šlechtična, vojenská lékařka (* 18. července 1880)
- 19. března – František Němec, československý politik, exilový ministr (* 20. května 1898)
- 30. března – Klaudius Madlmayr, český architekt (* 22. října 1881)
- 1. dubna – Anežka Hodinová-Spurná, česká komunistická politička (* 12. ledna 1895)
- 6. dubna – Rudolf Vohanka, hudební skladatel (* 28. prosince 1880)
- 23. dubna – Marie Fantová, novinářka a překladatelka (* 6. listopadu 1893)
- 24. dubna – Josef Opitz, historik umění (* 19. března 1890)
- 25. dubna – Jaroslav Průcha, český herec a režisér (* 24. dubna 1898)
- 29. dubna – Josef Tesla, ministr vlády Československa (* 22. února 1905)
- 2. května – Tomáš Vačkář, hudební skladatel (* 31. července 1945)
- 4. května – Emil Čermák, právník a spisovatel (* 17. září 1902)
- 5. května – Jindřich Baumruk, český fotbalista (* 23. září 1881)
- 8. května – Otokar Walter ml., český sochař (* 30. října 1890)
- 9. května – Bohumil Laušman, československý politik (* 30. srpna 1903)
- 20. května – František Hrdina, houslista, kapelník a skladatel (* 17. října 1882)
- 27. května – Jan Zázvorka starší, architekt (* 21. ledna 1884)
- 11. června – Lev Prchala, český generál a exilový politik (* 23. března 1892)
- 15. června – Vojtěch Ondrouch, historik (* 6. dubna 1891)
- 16. června – Emanuel Šimek, archeolog (* 3. dubna 1883)
- 21. června – Jakub Honner, učitel, spisovatel a vlastivědný pracovník (* 30. června 1899)
- 7. července – Jan Fadrhons, vojenský dirigent a hudebník (* 14. února 1910)
- 8. července – Rudolf Kirs, violoncellista (* 16. června 1915)
- 11. července – František Bednář, český evangelický teolog a historik (* 10. července 1884)
- 14. července – Leonard Rotter, český sochař a malíř (* 14. září 1895)
- 16. července – Erik Adolf Saudek, český překladatel (* 18. října 1904)
- 19. července – Jan Hanč, básník a prozaik (* 30. května 1916)
- 21. července – Bohumil Modrý, hokejový brankář (* 24. září 1916)
- 9. srpna – Ludmila Kárníková, historička (* 29. listopadu 1932)
- 11. srpna – Josef Fiala, český malíř (* 31. srpna 1882)
- 13. srpna – Jan Košťál, profesorem teorie a stavby spalovacích motorů, rektor ČVUT (* 27. prosince 1884)
- 29. srpna
  - František Němec, básník, novinář, fejetonista a prozaik (* 12. května 1902)
  - František Nosál, generál (* 7. dubna 1879)
- 31. srpna – Otakar Quadrat, profesor a rektor Českého vysokého učení technického v Praze (* 2. září 1886)
- 3. září – Dominik Čipera, československý politik, ministr veřejných prací, starosta Zlína (* 3. srpna 1893)
- 19. září – Štefan Major, československý politik maďarské národnosti a diplomat (* 13. prosince 1887)
- 24. října – Josef Štětka, komunistický politik (* 13. ledna 1885)
- 17. listopadu – Method Kaláb, český grafik, ilustrátor, bibliofilský specialista (* 10. července 1885)
- 28. listopadu – Augustin Petrášek, československý politik slovenské národnosti (* 18. září 1879)
- 1. prosince – Milada Špálová, česká malířka (* 30. května 1884)
- 5. prosince – Karel Stanislav, prozaik a dramatik (* 16. listopadu 1907)
- 6. prosince – Antonín Majer, český malíř (* 1. února 1882)
- 10. prosince – František Slunečko, český generál, legionář, vojenský velitel Čech při Pražském povstání (* 2. října 1886)
- 22. prosince – František Vrba, sbormistr a hudební skladatel (* 24. června 1896)
- 26. prosince – Josef Juran, komunistický politik (* 12. února 1885)
- ? – Emil Edgar, architekt (* 1884)

### Svět

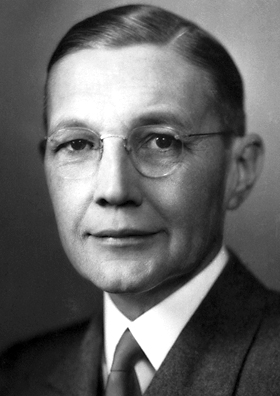
Herbert Spencer Gasser († 11. května)

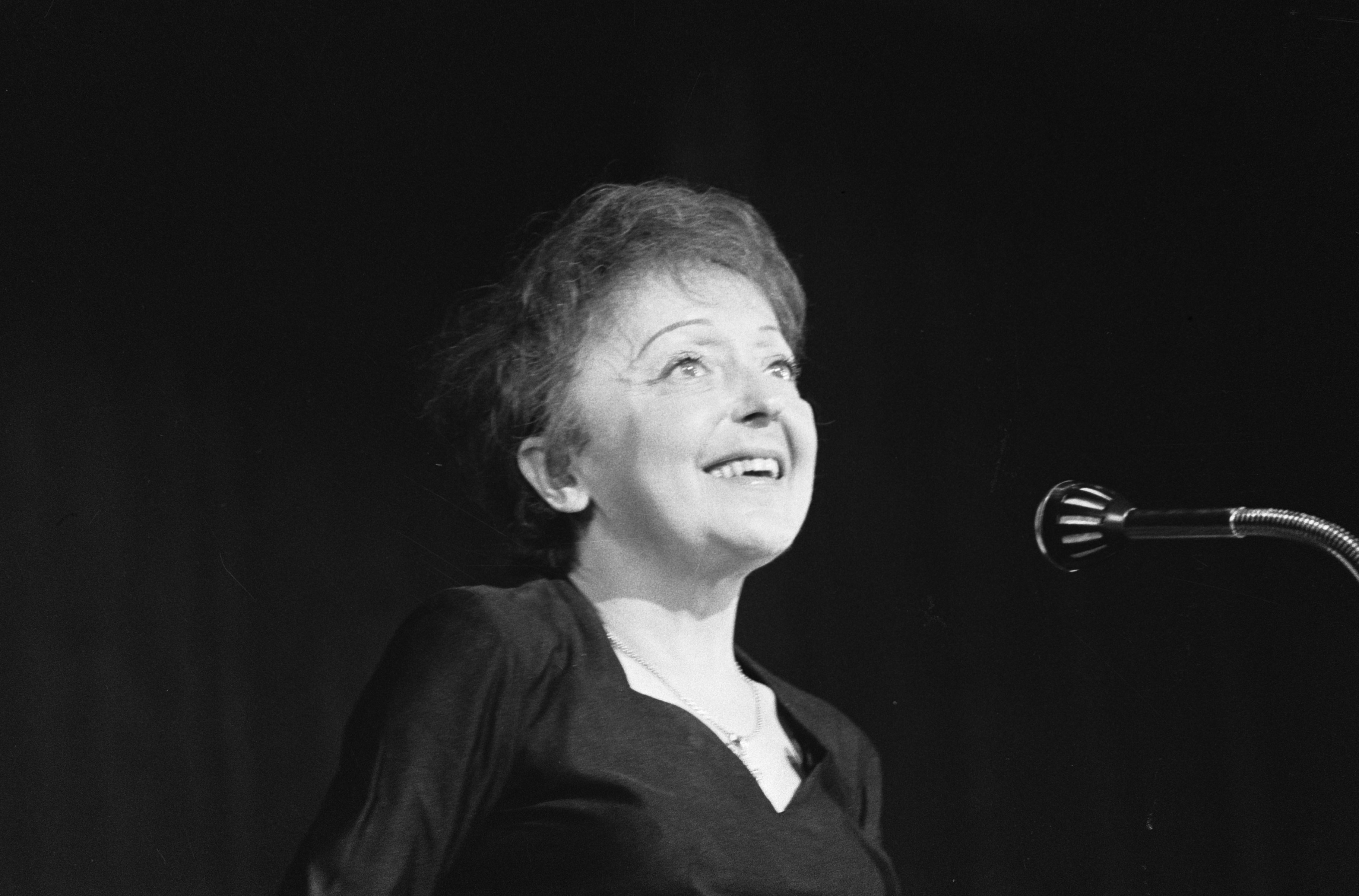
Édith Piaf († 10. října)

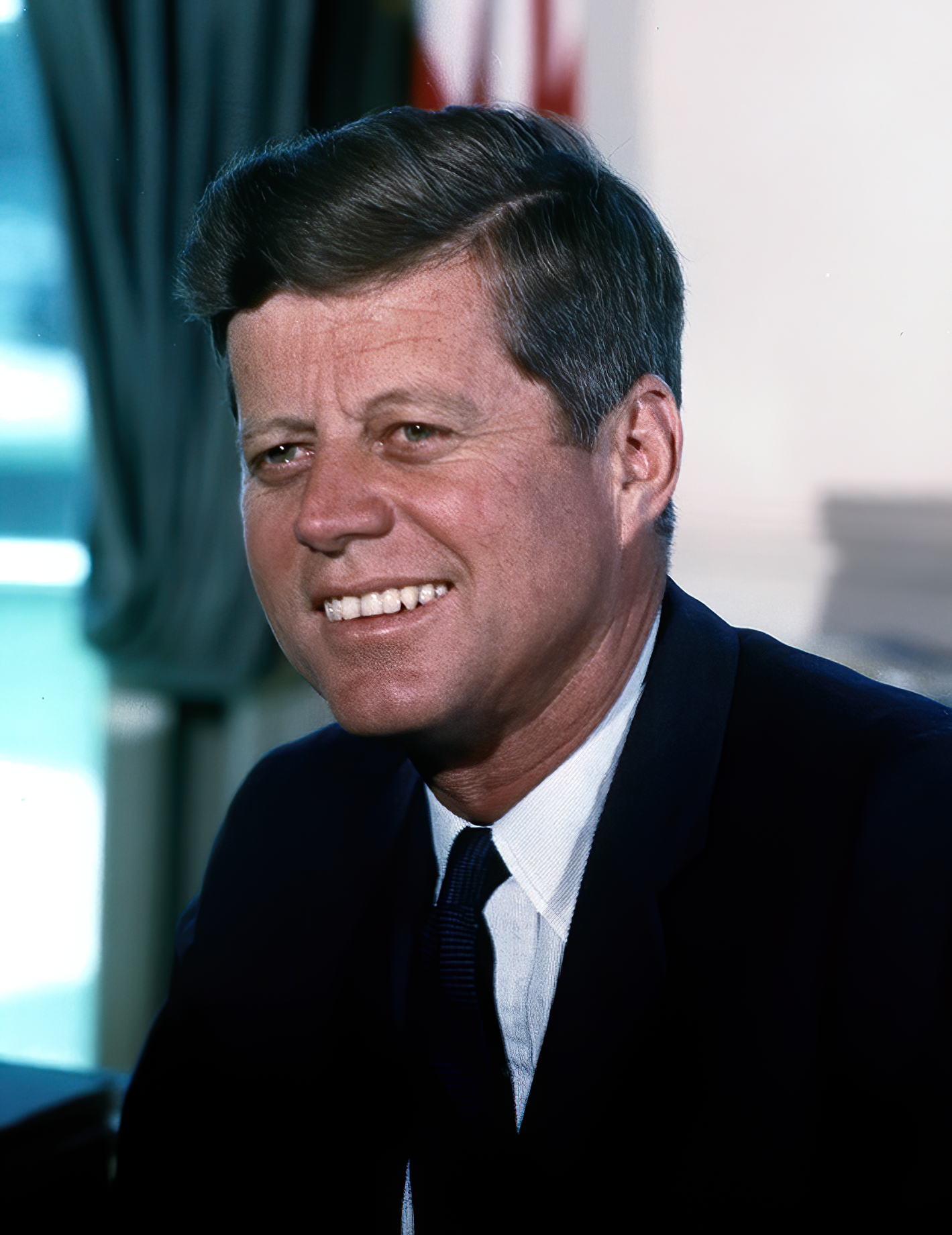
J. F. Kennedy († 22. listopadu)

- 7. ledna – Erik Lundqvist, švédský olympijský vítěz v hodu oštěpem (* 29. června 1908)
- 13. ledna
  - Sonny Clark, americký jazzový klavírista (* 21. července 1931)
  - Sylvanus Olympio, prvním prezident nezávislého Toga (* 6. září 1902)
- 14. ledna
  - Gustav Regler, německý spisovatel a novinář (* 25. května 1898)
  - Friedrich Born, švýcarský diplomat (* 10. června 1903)
- 23. ledna – Józef Gosławski, polský sochař a medailér (* 24. dubna 1908)
- 28. ledna – Gustave Garrigou, francouzský cyklista (* 24. září 1884)
- 29. ledna – Robert Frost, americký básník a spisovatel (* 26. března 1874)
- 30. ledna – Francis Poulenc, francouzský skladatel (* 7. ledna 1899)
- 2. února – Herbert Samuel, britský politik a diplomat (* 6. listopadu 1870)
- 5. února – Barnum Brown, americký paleontolog (* 12. února 1873)
- 6. února – Muhammad ibn Abd al-Karím al-Chattábí, marocký emír a bojovník za nezávislost (* 1881)
- 9. února – Abdul Karim Kásim, irácký důstojník a politik (* 21. listopadu 1914)
- 11. února – Sylvia Plath, americká spisovatelka (* 27. října 1932)
- 18. února – Fernando Tambroni, premiér Itálie (* 25. listopadu 1901)
- 26. února
  - Lauri Kettunen, finský filolog (* 10. září 1885)
  - Rádžéndra Prasád, první indický prezident (* 3. prosince 1884)
- 4. března
  - Édouard Belin, švýcarský fotograf a vynálezce (* 5. března 1876)
  - William Carlos Williams, americký básník (* 17. září 1883)
- 5. března – Patsy Cline, americká zpěvačka (* 8. září 1932)
- 11. března – Jean-Marie Bastien-Thiry, vůdce spiknutí proti francouzskému prezidentovi Charlesi de Gaullovi (* 19. října 1927)
- 13. března – Leon Berbecki, polský generál (* 25. července 1875)
- 16. března – Alžběta Marie Rakouská, dcera korunního prince Rudolfa (* 2. září 1883)
- 17. března – Allan Woodman, kanadský hokejista, zlato na ZOH 1920 (* 11. března 1899)
- 22. března – Cilly Aussemová, německá tenistka (* 4. ledna 1909)
- 23. března – Thoralf Skolem, norský matematik (* 23. května 1887)
- 25. března – Lyman Briggs, americký fyzik a pedolog (* 7. května 1874)
- 3. dubna – Alma Richards, americký olympijský vítěz ve skoku do výšky 1912 (* 20. února 1890)
- 5. dubna – Jacobus Johannes Pieter Oud, nizozemský architekt (* 9. února 1890)
- 6. dubna – Allen Whipple, americký chirurg (* 2. září 1881)
- 12. dubna – Kazimierz Ajdukiewicz, polský filosof, logik a sémantik (* 12. prosince 1890)
- 16. dubna – Račija Ačarjan, arménský lingvista (* 20. března 1876)
- 23. dubna – Jicchak Ben Cvi, prezident Izraele (* 24. listopadu 1884)
- 2. května – Ernst Wandersleb, německý fyzik, fotograf, vzduchoplavec a horolezec (* 12. dubna 1879)
- 7. května – Theodore von Kármán, americký fyzik (* 11. května 1881)
- 11. května – William Beveridge, britský ekonom, politik a sociální reformátor (* 13. října 1879)
- 12. května
  - Ernst Marischka, rakouský scenárista a režisér (* 2. ledna 1893)
  - Bobby Kerr, kanadský olympijský vítěz v běhu na 200 metrů (* 9. června 1882)
- 13. května
  - Georg Pahl, německý novinářský fotograf (* 20. října 1900)
  - Alois Hudal, rakouský katolický biskup, pomáhal uprchnout nacistickým zločincům (* 31. května 1885)
- 16. května – Oleg Peňkovskij, plukovník vojenské zpravodajské služby Sovětského svazu, dvojitý agent (* 23. dubna 1919)
- 24. května – Elmore James, americký bluesový zpěvák (* 27. ledna 1918)
- 1. června – Yves Le Prieur, korvetní kapitán francouzského námořnictva a vynálezce (* 23. března 1885)
- 3. června
  - Jan XXIII., papež (* 1881)
  - Nikola Miličević, chorvatský astronom (* 6. června 1887)
  - Nâzım Hikmet, turecký spisovatel, básník a dramatik (* 15. ledna 1902)
- 8. června – Chajim Boger, izraelský politik (* 1876)
- 11. června
  - Thích Quảng Đức, mnich, který se upálil v roce 1963 v Saigonu (* ? 1897)
  - Medgar Evers, americký vůdce Afroamerického hnutí za občanská práva (* 2. července 1925)
- 12. června – Eduard Fiedler, starosta Chomutova, ministr zemské vlády v Bádensku-Württembersku (* 1. října 1890)
- 17. června – Richard Baer, velitel koncentračního tábora Auschwitz I (* 9. září 1911)
- 24. června – María Guadalupe García Zavala, mexická římskokatolická řeholnice a světice (* 27. dubna 1878)
- 26. června – František Grivec, slovinský jazykovědec a teolog (* 19. října 1878)
- 13. července
  - Martin Munkácsi, novinářský fotograf (* 18. května 1896)
  - Albert Steffen, švýcarský spisovatel (* 10. prosince 1884)
- 23. července – Šlomo Lavi, izraelský politik (* 1882)
- 2. srpna – Ďordi Abadžijev, makedonský prozaik a historik (* 7. října 1910)
- 7. srpna – Ramon Vila Capdevila, katalánský anarchista, člen CNT a guerillový bojovník (* 2. dubna 1908)
- 14. srpna – Eric Carlberg, švédský sportovní střelec, dvojnásobný olympijský vítěz 1912 (* 5. dubna 1880)
- 24. srpna – Hooley Smith, kanadský hokejista (* 7. ledna 1903)
- 25. srpna – Ivan Bahrjanyj, ukrajinský spisovatel (* 2. října 1907)
- 27. srpna – William Edward Burghardt Du Bois, americko-ghanský sociolog, historik a spisovatel (* 23. února 1868)
- 28. srpna – Julius Edgar Lilienfeld, rakouský fyzik (* 18. dubna 1882)
- 31. srpna – Georges Braque, francouzský malíř, jeden ze zakladatelů kubismu (* 13. května 1882)
- 2. září – Edouard Peisson, francouzský námořní důstojník a spisovatel (* 7. března 1896)
- 3. září – Frico Kafenda, slovenský hudební skladatel (* 2. listopadu 1883)
- 4. září – Robert Schuman, francouzský politik, zakladatel Evropské unie (* 29. června 1886)
- 6. září – Vladimir Aïtoff, francouzský lékař a ragbista (* 5. srpna 1879)
- 7. září – Bernard Reder, ukrajinský sochař, grafik a architekt (* 29. června 1897)
- 8. září – Maurice Wilks, britský automobilový a letecký inženýr (* 19. srpna 1904)
- 17. září
  - Adolph Malan, jihoafrický stíhací pilot RAF (* 24. března 1910)
  - Eduard Spranger, německý psycholog (* 27. července 1882)
- 23. září – Karl Burk, generál Waffen-SS (* 14. března 1898)
- 28. září – Rosa Raisa, americká sopranistka (* 23. května 1893)
- 8. října – Remedios Varová, španělsko-mexická surrealistická malířka (* 16. prosince 1908)
- 10. října – Édith Piaf, francouzská zpěvačka (* 19. prosince 1915)
- 11. října
  - Jean Cocteau, francouzský básník (* 5. července 1889)
- 17. října – Jacques Hadamard, francouzský matematik (* 8. prosince 1865)
- 22. října – Olga Borisovna Lepešinská, sovětská bioložka (* 18. srpna 1871)
- 24. října – Karl Bühler, německý psycholog (* 27. května 1879)
- 30. října
  - Madame d’Ora, rakouská fotografka (* 20. března 1881)
  - Hugh O'Flaherty, kněz, vatikánský diplomat a bojovník proti fašismu (* 1898)
- 2. listopadu
  - Ngô Ðình Diệm, první prezident Jižního Vietnamu (* 3. ledna 1901)
  - Otto Gleichmann, německý malíř (* 20. srpna 1887)
- 4. listopadu – Joe Gordon, americký jazzový trumpetista (* 15. května 1928)
- 5. listopadu – Thomas Griffith Taylor, anglický geograf, antropolog (* 1. prosince 1880)
- 8. listopadu – Šimon Jurovský, slovenský skladatel (* 8. února 1912)
- 13. listopadu
  - Margaret Murray, britská antropoložka a egyptoložka (* 13. července 1863)
  - Mahmud Namik Efendi, osmanský princ a vnuk sultána Mehmeda V. (* 23. prosince 1913)
- 22. listopadu
  - Clive Staples Lewis, britský spisovatel (* 29. listopadu 1898)
  - John Fitzgerald Kennedy, americký prezident (atentát) (* 1917)
  - Aldous Huxley, britský spisovatel (* 26. července 1894)
- 24. listopadu – Lee Harvey Oswald, americký atentátník na prezidenta J. F. Kennedyho (* 18. října 1939)
- 2. prosince – Thomas Hicks, americký atlet, olympijský vítěz (* 6. května 1872)
- 3. prosince – Elizabeth Bentley, americká špiónka pracující pro Sovětský svaz (* 1. ledna 1905)
- 9. prosince – Perry Miller, americký historik (* 25. února 1905)
- 10. prosince – Jóko Óta, japonská spisovatelka (* 18. listopadu 1903)
- 12. prosince – Theodor Heuss, první prezident Spolkové republiky Německo (* 31. ledna 1884)
- 13. prosince – August Albo, estonský malíř (* 11. září 1893)
- 14. prosince
  - Gustav Machatý, filmový herec, scenárista a režisér (* 9. května 1901)
  - Dinah Washington, americká zpěvačka (* 29. srpna 1924)
- 20. prosince
  - Roger Plaxton, kanadský hokejista, zlato na OH 1928 (* 2. června 1904)
  - Gustaw Morcinek, polský spisovatel (* 24. srpna 1891)
  - Alfred Jansa, náčelník štábu rakouské armády (* 16. července 1884)
- 27. prosince – Tristan Tzara, francouzský básník (* 4. dubna 1896)
- 28. prosince – Paul Hindemith, německý hudební skladatel (* 16. listopadu 1895)
- 30. prosince – Isobel Gathorne-Hardyová, anglická šlechtična a jedna z prvních ledních hokejistek (* 2. září 1875)
- ? – Naftule Brandwein, klezmerový klarinetista pocházející z Polska (* 1884)

## Hlavy států
- Československo – Antonín Novotný (1957–1968) (premiér Viliam Široký 1953–1963 / Jozef Lenárt 1963–1968)
- Čína – Mao Ce-tung (1949–1976)
- Dánsko – Frederik IX. (1947–1972)
- Egypt – Gamál Násir (1956–1970)
- Francie – Charles de Gaulle (1959–1969)
- Itálie – Antonio Segni (1962–1964)
- Japonsko – Hirohito (1926–1989)
- Maďarsko – István Dobi (1952–1967)
- Německá demokratická republika – Walter Ulbricht (1960–1973)
- Nizozemsko – Juliána Nizozemská (1948–1980)
- Rakousko – Adolf Schärf (1957–1965) (kancléř Alfons Gorbach 1961–1964)
- Řecko – Pavel I. (1947–1964)
- Sovětský svaz – Nikita Sergejevič Chruščov (1953–1964)
- Spojené království – Alžběta II. (1952–2022) (premiér Harold Macmillan 1957–1963 / Alec Douglas-Home 1963–1964)
- Spolková republika Německo – Heinrich Lübke (1959–1969) (kancléř Konrad Adenauer 1949–1963 / Ludwig Erhard 1963–1966)
- Španělsko – Francisco Franco (1939–1975)
- Švédsko – Gustav VI. Adolf (1950–1973)
- Turecko – Cemal Gürsel (1960–1966)
- USA – John Fitzgerald Kennedy (1961–1963) / Lyndon B. Johnson (1963–1969)
- Vatikán – Jan XXIII. (1958–1963) / Pavel VI. (1963–1978)

### Digitální archivy k roku 1963
- Československý filmový týdeník v archivu České televize – rok 1963
- Dokumentární cyklus České televize Retro – rok 1963
- Pořad stanice Český rozhlas 6 Rok po roce – rok 1963
- Rudé právo v archivu Ústavu pro českou literaturu – ročník 43 rok 1963